# Pleasant Garden
Pleasant Garden è una città degli Stati Uniti d'America situata nella Carolina del Nord, nella Contea di Guilford.